# Tomato (дизайнерський колектив)
Tomato — міждисциплінарний колектив, що займається дизайном і кіновиробництвом. Заснований у Лондоні в 1991 році, до складу входять Стів Бейкер, Дірк ван Доорен, Саймон Тейлор, Джон Ворвікер, Грем Вуд, а також музиканти Карл Хайд і Рік Сміт із гурту Underworld та художник Колін Вернкомб, відомий під псевдонімом Black. У 1994 році до колективу приєднався Джейсон Кеджлі.
Колектив складається з глобальної групи режисерів, дизайнерів, художників, письменників, продюсерів та композиторів, які розробляють крос-платформні проекти, що мають комерційний, мистецький та дослідницький характер.
Tomato також активно займається освітньою діяльністю, проводячи лекції з дизайну колектив є автором кількох книг Process Bareback і Tycho's Nova.
Tomato має студії не лише в Лондоні, але й у Мельбурні та Токіо. У 2012 році колектив відкрив свою першу дочірню компанію в США — Tomato Studios, з головним офісом у Лос-Анджелесі та представництвом у Нью-Йорку. У 2014 році Томато підписав угоду з продюсерською компанією Twist Films про ексклюзивне режисерське представництво в США та спільну розробку творчих проектів. Однак у 2016 році американський бізнес більше не пов'язаний з Tomato.

## Публікації
- Процес: проект Tomato. Лондон: Thames &amp; Hudson, 1996. .
- Bareback: A Tomato Project. Лондон: Лоуренс Кінг, 1999.ISBN 978-1856691604ISBN 978-1856691604 .
- Tycho's Nova: A Tomato Project. Грем Вуд. Самвидав, 2001.ISBN 978-0954017309ISBN 978-0954017309 .